# Provoked: A True Story
Provoked: A True Story ist ein englischer Film mit teilweise indischen Darstellern wie Aishwarya Rai, Naveen Andrews, Nandita Das und Miranda Richardson in den Hauptrollen. Der Film basiert auf einer wahren Geschichte von Kiranjit Ahluwalia, die ihr Leben in der Biografie "Circle of Light" schriftlich festhielt.

## Handlung
Kiranjit Ahluwalia, Hausfrau und Mutter zweier Kinder, lebt in Großbritannien. Ihre Heimat Indien hat sie damals verlassen, um den in London lebenden Deepak zu heiraten und auf eine zuversichtliche Zukunft zu blicken. Tagtäglich ist sie jedoch den Brutalitäten ihres alkoholsüchtigen Ehemannes ausgesetzt. Lange hält Kiranjit die Vergewaltigungen und Demütigungen nicht aus und setzt Deepak unter Feuer, der an den Verbrennungen stirbt.
Kiranjit wird zu 12 Jahren Haft verurteilt. Dieser Fall findet nun auch großes Interesse bei südasiatischen Sozialarbeitern, die in ihrer Vereinigung "Southall Black Sisters" unterdrückten Frauen helfen.
Im Gefängnis freundet sich Kiranjit mit ihrer Zellenmitbewohnerin Veronica Scott an, die ihr Englisch beibringt. Auch sie ist der Ansicht, dass Kiranjit zu Unrecht so hart bestraft wurde und bittet ihren Bruder Edward Foster QC, ein Kronanwalt, sich für Kiranjits Fall einzusetzen.
Mittlerweile schafft es die "Southall Black Sisters"-Organisation den Fall publik zu machen, um so das Interesse der Bürger zu wecken, die anschließend auch für Kiranjits Freilassung kämpfen. Letztendlich wird Kiranjit nach über 3 Jahren Haft in die Freiheit entlassen. Provokation in Hinsicht auf misshandelte Frauen, wurde rechtlich neu definiert, so dass Kiranjits Tat nicht als Mord, sondern als fahrlässige Tötung abgestuft wurde. Kiranjits Freilassung vereint sie mit ihren Kindern und darf einen Preis von Cherie Blair für ihren erfolgreichen Kampf gegen die häusliche Gewalt entgegennehmen (wird im Film am Ende schriftlich erwähnt).

## Soundtrack
Komponiert wurde die Musik von dem indischen Komponisten und Oscar-Preisträger A. R. Rahman. Als Sängerin war Karen David beteiligt, die auch eine kleine Rolle im Film hat.
| Songtitel     | Sänger/in   |
| ------------- | ----------- |
| Alive         | Karen David |
| Carry Me Home |             |
| Save You      |             |
| Shillong      |             |

## Dies und Das
- Der Film ist bei den Cannes Film Festival und den IIFA Film Festival in Dubai gezeigt worden.